# Punta del Este ePrix 2015
Der Punta del Este ePrix 2015 (offiziell: 2015 FIA Formula E Julius Baer Punta del Este ePrix) fand am 19. Dezember auf der Formel-E-Rennstrecke Punta del Este in Punta del Este statt und war das dritte Rennen der FIA-Formel-E-Meisterschaft 2015/16. Es handelte sich um den zweiten Punta del Este ePrix.

## Bericht

### Hintergrund
Nach dem Putrajaya ePrix führte Lucas di Grassi in der Fahrerwertung mit acht Punkten vor Sébastien Buemi und mit 19 Punkten vor Sam Bird. In der Teamwertung hatte ABT Schaeffler Audi Sport 13 Punkte Vorsprung auf Renault e.dams und 22 Punkte Vorsprung auf Mahindra Racing.
Im Vergleich zum Vorjahr wurde die Strecke leicht verändert. Die erste Schikane, im Vorjahr noch eine Rechts-Links-Kombination, wurde in eine Links-rechts-Kombination umgebaut, so dass die Boxenausfahrt sich nun nicht mehr auf der Ideallinie befand. Zudem wurden zwei weitere Schikanen enger gebaut, damit die Geschwindigkeit sinkt. Durch die Umbauten wurde die Strecke um 23 Meter verkürzt. Die Rundenanzahl wurde um zwei Runden auf nun 33 erhöht, womit sich die Renndistanz von 87,048 km auf 91,905 km vergrößerte.
Nachdem das Trulli Formula E Team die ersten beiden Rennen nicht bestritten hatte, gab das Team in der Woche vor dem Rennen den sofortigen Ausstieg aus der FIA-Formel-E-Meisterschaft bekannt.
Nick Heidfeld musste das Rennen auslassen, da er sich in Putrajaya eine Verletzung an der linken Hand zugezogen hat. Für ihn ging Oliver Rowland an den Start.
Mit Buemi trat ein ehemaliger Sieger zu dem Rennen an.
Bird, Stéphane Sarrazin und Jean-Éric Vergne erhielten einen sogenannten FanBoost, sie durften die Leistung ihres zweiten Fahrzeugs einmal auf bis zu 200 kW erhöhen und so bis zu 100 Kilojoule Energie zusätzlich verwenden.

### Training
Im ersten freien Training fuhr Buemi mit einer Rundenzeit von 1:15,179 Minuten die Bestzeit vor Bird und di Grassi. Das Training musste erstmals unterbrochen werden, nachdem Jean-Éric Vergne sein Fahrzeug mit einem technischen Defekt auf der Strecke abstellen musste. Unmittelbar nach der Freigabe gab es eine erneute Unterbrechung, da sich Vergne noch auf der Strecke befand und einen Ausgang suchte. Nach einem Unfall von Bird gab es kurz vor Ende des Trainings eine erneute Unterbrechung.
Im zweiten freien Training fuhr Nicolas Prost in 1:15,405 Minuten die schnellste Runde vor di Grassi und Buemi. Buemi beschädigte sich bei einem Unfall eines seiner beiden Fahrzeuge schwer. Das Training musste zudem unterbrochen werden, nachdem Daniel Abt gegen die Streckenbegrenzung geprallt war und Teile seines Heckflügels auf der Strecke lagen.

### Qualifying
Das Qualifying begann um 12:00 Uhr und fand in zwei Gruppen zu je vier Fahrern und zwei Gruppen zu jeweils fünf Fahrern statt, jede Gruppe hatte 6 Minuten Zeit, eine schnelle Runde zu setzen. Buemi fuhr in 1:15,011 Minuten die schnellste Rundenzeit.
Die fünf schnellsten Fahrer fuhren anschließend im Superpole genannten Einzelzeitfahren die ersten fünf Positionen aus. Buemi und di Grassi, die beiden schnellsten Piloten im Qualifying, begingen Fahrfehler und hatten daher keine Chance auf den ersten Platz. Jérôme D’Ambrosio sicherte sich mit einer Rundenzeit von 1:15,498 Minuten die Pole-Position und damit drei Punkte. Die weiteren Positionen belegten Loïc Duval, Bird, di Grassi und Buemi.

### Rennen

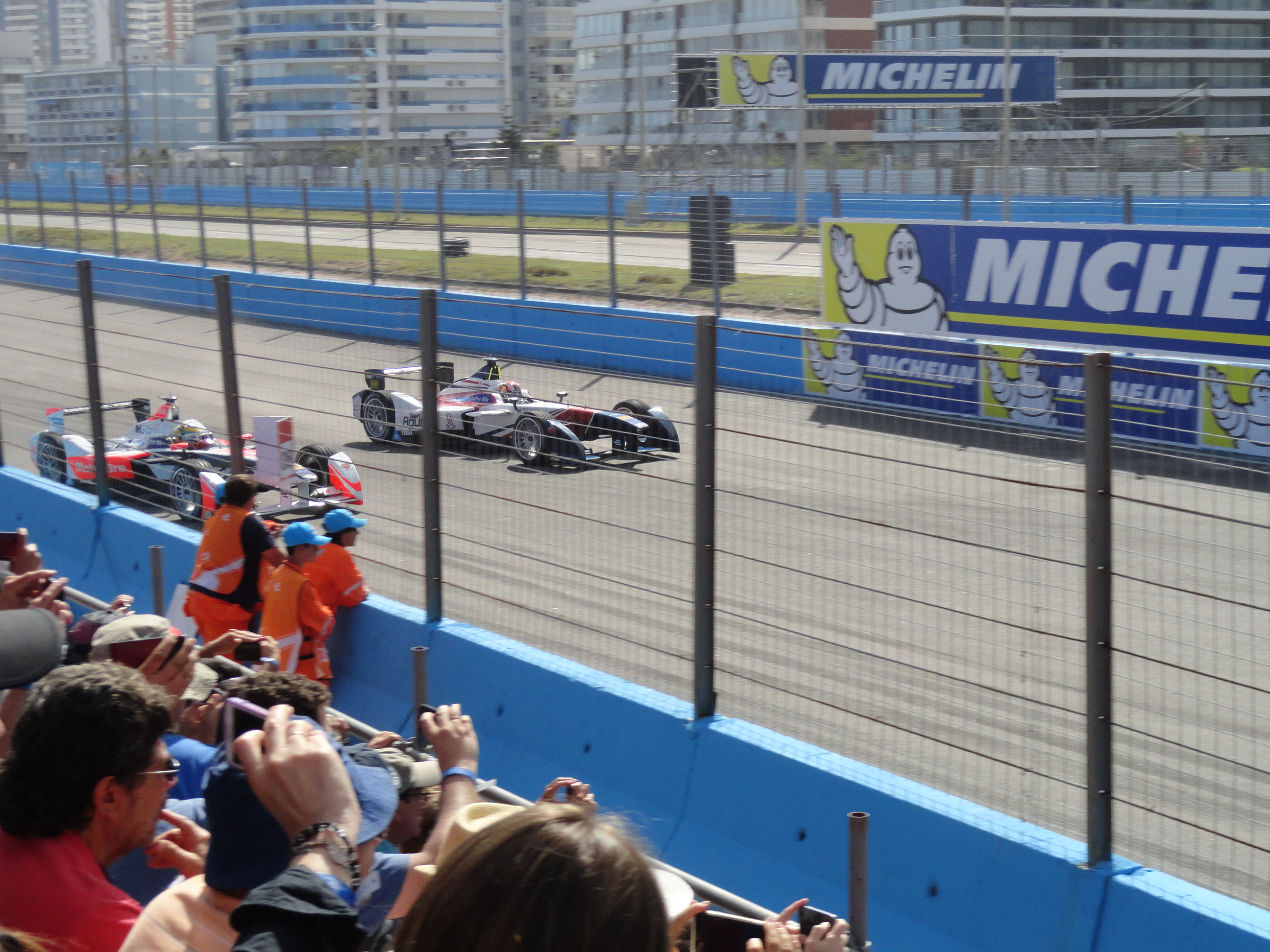
Runde 3: Antonio Félix da Costa überholt Bruno Senna

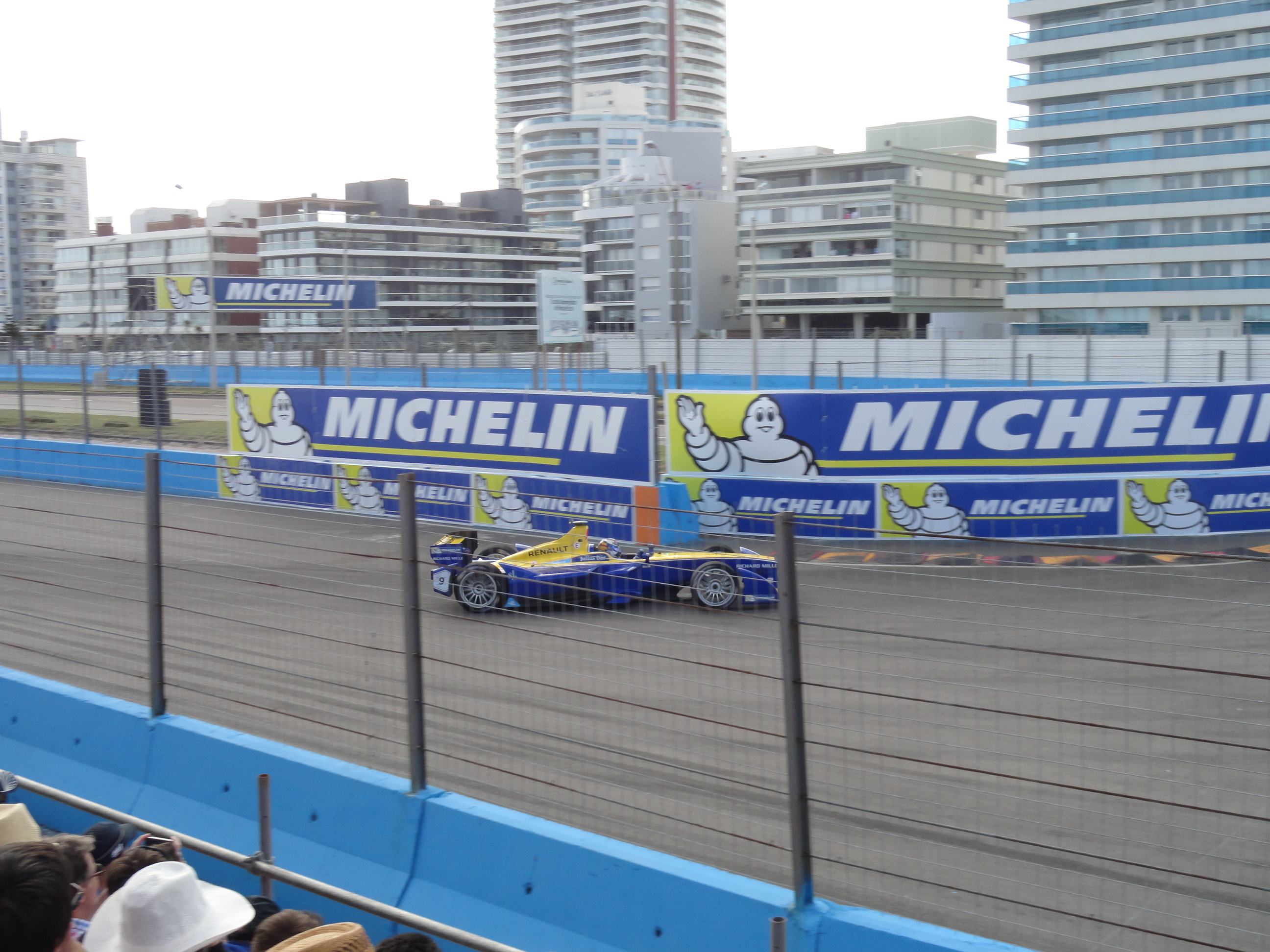
Buemi, weit in Führung liegend, kurz vor Rennende

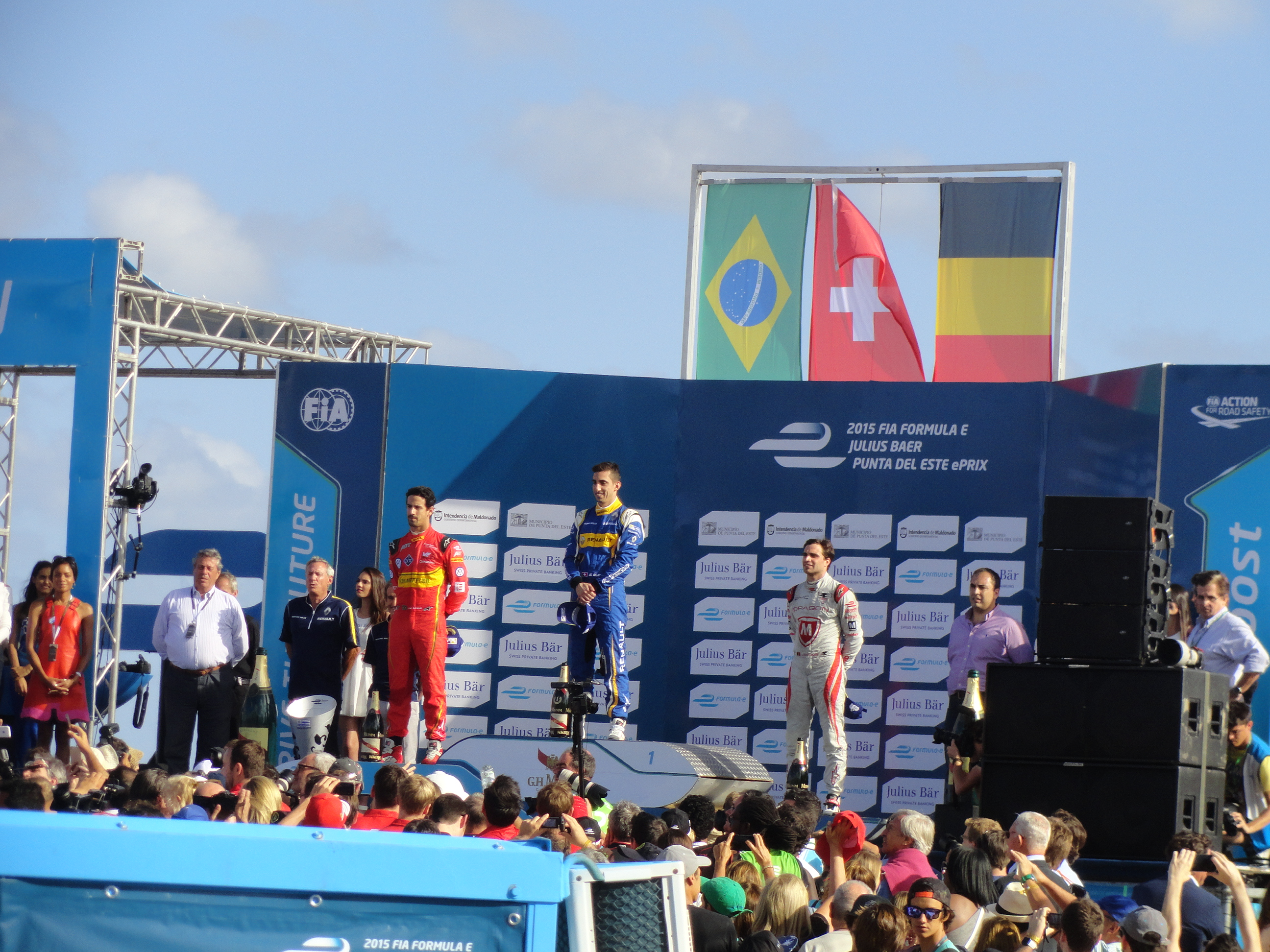
Di Grassi, Buemi und D’Ambrosio bei der Siegerehrung

Das Rennen ging über 33 Runden. Jacques Villeneuve konnte nach einem Unfall im Qualifying nicht am Rennen teilnehmen, so dass das Starterfeld nur 17 Fahrer umfasste.
Die Fahrzeuge auf der Ideallinie starteten durchweg deutlich besser also die Wagen auf der anderen Straßenseite, die alle mindestens einen Platz verloren. D’Ambrosio führte nach dem Start somit vor Bird, Duval, Buemi, di Grassi, Abt, Prost, Bruno Senna, António Félix da Costa und Robin Frijns.
In der dritten Runde ging Félix da Costa an Senna vorbei, der unmittelbar danach von Frijns angegriffen wurde. Dabei musste er eine Schikane auslassen und beschädigte sich sein Fahrzeug, er fiel bis ans Ende des Feldes zurück und musste anschließend zur Reparatur an die Box fahren. Buemi ging in Runde vier an Duval vorbei und lag damit nun auf dem dritten Platz. Anschließend setzte Buemi Bird unter Druck, der sich gegen die Angriffe nicht lange verteidigen konnte und Buemi passieren lassen musste. Di Grassi verbremste sich beim Angriff auf Duval und fiel kurz hinter Abt zurück, ging kurz darauf aber wieder vorbei. Duval überholte Bird und lag damit nun auf dem dritten Rang.
Buemi verkürzte innerhalb von einer Runde den Rückstand auf D’Ambrosio, er fuhr mehr als eine Sekunde schneller. In der achten Runde überholte Buemi D’Ambrosio und übernahm die Führung. Abt fiel hinter Prost und Félix da Costa zurück. In der zehnten Runde überholte di Grassi Bird und lag nun auf Rang vier.
In der zwölften Runde verbremste sich Senna und schlug in die Streckenbegrenzung ein, er setzte das Rennen jedoch fort. Buemi setzte sich an der Spitze weiter ab und lag bereits mehr als vier Sekunden in Führung.
Am Ende der 16. Runde kamen mit Abt, Sarrazin, Oliver Turvey und Senna die ersten Fahrer zum Fahrzeugwechsel an die Box, die Mindestzeit für den Fahrzeugwechsel betrug 59 Sekunden. Eine Runde später fuhren alle andere Piloten bis auf Rowland zum Fahrzeugwechsel, der dadurch für eine Runde die Führung übernahm. Di Grassi ging durch einen schnelleren Boxenstopp an beiden Dragon-Piloten vorbei, Duval fiel auch hinter Bird zurück.
Bird hatte technische Probleme und wurde in der Runde nach dem Fahrzeugwechsel zunächst langsamer, dann musste er das Fahrzeug sogar auf der Strecke abstellen. Er konnte kurz darauf weiterfahren, hielt kurz darauf aber erneut auf der Strecke an und stieg aus. Duval fuhr zu diesem Zeitpunkt die bis dahin schnellste Runde des Rennens. Die Rennleitung rief zur Bergung von Birds Wagen eine Full-Course-Yellow aus. Buemi führte vor di Grassi, D’Ambrosio, Duval, Prost, Félix da Costa, Abt, Turvey, Sarrazin und Nelson Piquet jr.
Buemi beschwerte sich über Funk, da di Grassi seiner Meinung nach vor der Full-Course-Yellow das Tempo zu spät verringert habe und er daher mehrere Sekunden auf ihn aufholen konnte. In Runde 21 wurde das Rennen wieder freigegeben. Di Grassi setzte Buemi unter Druck, dahinter lagen mit vier Sekunden Abstand die beiden Dragon-Piloten und Prost. Buemi gelang es mit der bis dahin schnellsten Rennrunde, sich wieder von di Grassi abzusetzen. Piquet und Vergne gingen kurz nacheinander an Sarrazin vorbei. Turvey erhielt eine Durchfahrtstrafe, da er die Mindestzeit beim Boxenstopp unterschritten hatte und fiel dadurch auf Rang zwölf zurück.
Vergne ging in der vorletzten Runde an Piquet vorbei, verbremste sich dabei jedoch, so dass Piquet kontern konnte. Dabei kam es zu einer Berührung der Fahrzeuge, beide setzten das Rennen jedoch zunächst fort. Beim Anbremsen der folgenden Schikane verlor Piquet die Kontrolle über den Wagen und schlug in die Streckenbegrenzung ein. Er schied aus.
Buemi gewann vor di Grassi und D’Ambrosio. Es war der zweite Saisonsieg für Buemi. Für di Grassi war es die dritte und für D’Ambrosio die erste Podestplatzierung der Saison. Die restlichen Punkteplatzierungen belegten Duval, Prost, Félix da Costa, Vergne, Abt, Sarrazin und Frijns. Die zwei Punkte für die schnellste Rennrunde gingen an Buemi, es war seine dritte schnellste Rennrunde im dritten Rennen.
Buemi übernahm damit die Führung in der Gesamtwertung vor di Grassi und D’Ambrosio. Renault e.dams übernahm in der Teamwertung die Führung vor ABT Schaeffler Audi Sport und Dragon Racing.

## Meldeliste
Alle Teams und Fahrer verwenden Reifen von Michelin.
| Team                            | Fahrzeug                | Nr. | Fahrer                 |
| ------------------------------- | ----------------------- | --- | ---------------------- |
| Renault e.dams                  | RENAULT Z.E.15          | 08  | Nicolas Prost          |
| Renault e.dams                  | RENAULT Z.E.15          | 09  | Sébastien Buemi        |
| Dragon Racing                   | Venturi VM200-FE-01     | 06  | Loïc Duval             |
| Dragon Racing                   | Venturi VM200-FE-01     | 07  | Jérôme D’Ambrosio      |
| ABT Schaeffler Audi Sport       | ABT Schaeffler FE01     | 11  | Lucas di Grassi        |
| ABT Schaeffler Audi Sport       | ABT Schaeffler FE01     | 66  | Daniel Abt             |
| NEXTEV TCR Formula E Team       | NEXTEV TCR FormulaE 001 | 01  | Nelson Piquet jr.      |
| NEXTEV TCR Formula E Team       | NEXTEV TCR FormulaE 001 | 88  | Oliver Turvey          |
| DS Virgin Racing Formula E Team | VIRGIN DSV-01           | 02  | Sam Bird               |
| DS Virgin Racing Formula E Team | VIRGIN DSV-01           | 25  | Jean-Éric Vergne       |
| Amlin Andretti Formula E Team   | Spark-Renault SRT_01E   | 27  | Robin Frijns           |
| Amlin Andretti Formula E Team   | Spark-Renault SRT_01E   | 28  | Simona de Silvestro    |
| Team Aguri                      | Spark-Renault SRT_01E   | 55  | António Félix da Costa |
| Team Aguri                      | Spark-Renault SRT_01E   | 77  | Nathanaël Berthon      |
| Mahindra Racing Formula E Team  | Mahindra M2ELECTRO      | 21  | Bruno Senna            |
| Mahindra Racing Formula E Team  | Mahindra M2ELECTRO      | 23  | Oliver Rowland         |
| Venturi Formula E Team          | Venturi VM200-FE-01     | 04  | Stéphane Sarrazin      |
| Venturi Formula E Team          | Venturi VM200-FE-01     | 12  | Jacques Villeneuve     |

## Klassifikationen

### Qualifying
| Pos.                                                                   | Fahrer                 | Team                            | Zeit     | Superpole | Start |
| ---------------------------------------------------------------------- | ---------------------- | ------------------------------- | -------- | --------- | ----- |
| 01                                                                     | Jérôme D’Ambrosio      | Dragon Racing Formula E Team    | 1:15,481 | 1:15,498  | 01    |
| 02                                                                     | Loïc Duval             | Dragon Racing Formula E Team    | 1:15,748 | 1:15,875  | 02    |
| 03                                                                     | Sam Bird               | DS Virgin Racing Formula E Team | 1:15,790 | 1:16,109  | 03    |
| 04                                                                     | Lucas di Grassi        | ABT Schaeffler Audi Sport       | 1:15,115 | 1:16,635  | 04    |
| 05                                                                     | Sébastien Buemi        | Renault e.dams                  | 1:15,011 | 1:19,811  | 05    |
| 06                                                                     | Nicolas Prost          | Renault e.dams                  | 1:15,913 | –         | 06    |
| 07                                                                     | Daniel Abt             | ABT Schaeffler Audi Sport       | 1:15,993 | –         | 07    |
| 08                                                                     | António Félix da Costa | Team Aguri                      | 1:16,014 | –         | 08    |
| 09                                                                     | Bruno Senna            | Mahindra Racing Formula E Team  | 1:16,048 | –         | 09    |
| 10                                                                     | Oliver Turvey          | NEXTEV TCR Formula E Team       | 1:16,154 | –         | 10    |
| 11                                                                     | Robin Frijns           | Amlin Andretti Formula E Team   | 1:16,255 | –         | 11    |
| 12                                                                     | Nelson Piquet jr.      | NEXTEV TCR Formula E Team       | 1:16,300 | –         | 12    |
| 13                                                                     | Stéphane Sarrazin      | Venturi Formula E Team          | 1:16,353 | –         | 13    |
| 14                                                                     | Nathanaël Berthon      | Team Aguri                      | 1:17,573 | –         | 14    |
| 15                                                                     | Simona de Silvestro    | Amlin Andretti Formula E Team   | 1:18,281 | –         | 15    |
| 16                                                                     | Oliver Rowland         | Mahindra Racing Formula E Team  | 1:19,414 | –         | 16    |
| 17                                                                     | Jean-Éric Vergne       | DS Virgin Racing Formula E Team | 1:19,946 | –         | 17    |
| 110-Prozent-Zeit: 1:21,512 min (bezogen auf Bestzeit von 1:15,011 min) |                        |                                 |          |           |       |
| 18                                                                     | Jacques Villeneuve     | Venturi Formula E Team          | 1:28,451 | –         | –     |

### Rennen
| Pos. | Fahrer                 | Team                            | Runden | Zeit       | Start | Schnellste Runde |
| ---- | ---------------------- | ------------------------------- | ------ | ---------- | ----- | ---------------- |
| 01   | Sébastien Buemi        | Renault e.dams                  | 33     | 45:59,697  | 05    | 1:17,413         |
| 02   | Lucas di Grassi        | ABT Schaeffler Audi Sport       | 33     | + 3,534    | 04    | 1:17,795         |
| 03   | Jérôme D’Ambrosio      | Dragon Racing Formula E Team    | 33     | + 6,725    | 01    | 1:17,789         |
| 04   | Loïc Duval             | Dragon Racing Formula E Team    | 33     | + 6,807    | 02    | 1:17,804         |
| 05   | Nicolas Prost          | Renault e.dams                  | 33     | + 21,057   | 06    | 1:18,599         |
| 06   | António Félix da Costa | Team Aguri                      | 33     | + 22,410   | 08    | 1:18,499         |
| 07   | Jean-Éric Vergne       | DS Virgin Racing Formula E Team | 33     | + 57,726   | 07    | 1:18,373         |
| 08   | Daniel Abt             | ABT Schaeffler Audi Sport       | 33     | + 1:00,744 | 17    | 1:18,809         |
| 09   | Stéphane Sarrazin      | Venturi Formula E Team          | 33     | + 1:03,559 | 13    | 1:19,636         |
| 10   | Robin Frijns           | Amlin Andretti Formula E Team   | 33     | + 1:03,840 | 11    | 1:18,710         |
| 11   | Simona de Silvestro    | Amlin Andretti Formula E Team   | 32     | + 1 Runde  | 15    | 1:20,453         |
| 12   | Oliver Turvey          | NEXTEV TCR Formula E Team       | 32     | + 1 Runde  | 10    | 1:19,675         |
| 13   | Oliver Rowland         | Mahindra Racing Formula E Team  | 32     | + 1 Runde  | 16    | 1:19,760         |
| 14   | Nathanaël Berthon      | Team Aguri                      | 32     | + 1 Runde  | 14    | 1:19,036         |
| 15   | Nelson Piquet jr.      | NEXTEV TCR Formula E Team       | 31     | DNF        | 12    | 1:18,344         |
| —    | Bruno Senna            | Mahindra Racing Formula E Team  | 26     | DNF        | 09    | 1:19,932         |
| —    | Sam Bird               | DS Virgin Racing Formula E Team | 17     | DNF        | 03    | 1:19,623         |
| —    | Jacques Villeneuve     | Venturi Formula E Team          | —      | DNS        | —     | —                |

## Meisterschaftsstände nach dem Rennen
Die ersten zehn des Rennens bekamen 25, 18, 15, 12, 10, 8, 6, 4, 2 bzw. 1 Punkt(e). Zusätzlich gab es drei Punkte für die Pole-Position und zwei Punkte für die schnellste Rennrunde.

### Fahrerwertung
| Pos. | Fahrer                 | Team                            | Punkte |
| ---- | ---------------------- | ------------------------------- | ------ |
| 01   | Sébastien Buemi        | Renault e.dams                  | 62     |
| 02   | Lucas di Grassi        | ABT Schaeffler Audi Sport       | 61     |
| 03   | Jérôme D’Ambrosio      | Dragon Racing Formula E Team    | 28     |
| 04   | Sam Bird               | DS Virgin Racing Formula E Team | 24     |
| 05   | Loïc Duval             | Dragon Racing Formula E Team    | 24     |
| 06   | Nick Heidfeld          | Mahindra Racing Formula E Team  | 17     |
| 07   | Robin Frijns           | Amlin Andretti Formula E Team   | 17     |
| 08   | Stéphane Sarrazin      | Venturi Formula E Team          | 16     |
| 09   | António Félix da Costa | Team Aguri                      | 16     |
| 10   | Nicolas Prost          | Renault e.dams                  | 11     |
| 11   | Bruno Senna            | Mahindra Racing Formula E Team  | 10     |

| Pos. | Fahrer              | Team                            | Punkte |
| ---- | ------------------- | ------------------------------- | ------ |
| 12   | Daniel Abt          | ABT Schaeffler Audi Sport       | 10     |
| 13   | Oliver Turvey       | NEXTEV TCR Formula E Team       | 8      |
| 14   | Jean-Éric Vergne    | DS Virgin Racing Formula E Team | 6      |
| 15   | Nathanaël Berthon   | Team Aguri                      | 4      |
| 16   | Nelson Piquet jr.   | NEXTEV TCR Formula E Team       | 4      |
| 17   | Simona de Silvestro | Amlin Andretti Formula E Team   | 0      |
| 18   | Jacques Villeneuve  | Venturi Formula E Team          | 0      |
| 19   | Oliver Rowland      | Mahindra Racing Formula E Team  | 0      |
| —    | Salvador Durán      | Trulli Formula E Team           | 0      |
| —    | Vitantonio Liuzzi   | Trulli Formula E Team           | 0      |
| —    | Jarno Trulli        | Trulli Formula E Team           | 0      |

### Teamwertung
| Pos. | Team                            | Punkte |
| ---- | ------------------------------- | ------ |
| 01   | Renault e.dams                  | 73     |
| 02   | ABT Schaeffler Audi Sport       | 71     |
| 03   | Dragon Racing Formula E Team    | 52     |
| 04   | DS Virgin Racing Formula E Team | 30     |
| 05   | Mahindra Racing Formula E Team  | 27     |

| Pos. | Team                          | Punkte |
| ---- | ----------------------------- | ------ |
| 06   | Team Aguri                    | 20     |
| 07   | Amlin Andretti Formula E Team | 17     |
| 08   | Venturi Formula E Team        | 16     |
| 09   | NEXTEV TCR Formula E Team     | 12     |
| 10   | Trulli Formula E Team         | 0      |